# Episodi di The Boondocks (seconda stagione)
La seconda stagione della serie televisiva The Boondocks, composta da 15 episodi, è stata trasmessa negli Stati Uniti, da Adult Swim, dall'8 ottobre 2007 al 23 marzo 2008.
In Italia la stagione è stata trasmessa dal 1º aprile al 12 maggio 2008 su Comedy Central.

Logo della serie nella sigla della stagione.

Gli episodi Lo sciopero della fame e Zio Ruckus Show inizialmente non vennero trasmessi negli Stati Uniti per motivi legali. Questi episodi sono andati in onda in Canada e America Latina e successivamente pubblicati negli Stati Uniti su DVD e iTunes. Il 29 maggio 2020, Adult Swim ha trasmesso gli episodi per la prima volta.
| n° | Titolo originale                        | Titolo italiano                     | Prima TV USA     | Prima TV Italia |
| -- | --------------------------------------- | ----------------------------------- | ---------------- | --------------- |
| 1  | ...Or Die Trying                        | ...O morirò provando                | 8 ottobre 2007   | 1º aprile 2008  |
| 2  | Tom, Sarah and Usher                    | Tom, Sarah e Usher                  | 15 ottobre 2007  | 1º aprile 2008  |
| 3  | Thank You for Not Snitching             | Grazie per non aver fatto la spia   | 22 ottobre 2007  | 8 aprile 2008   |
| 4  | Stinkmeaner Strikes Back                | Il ritorno di Stinkmeaner           | 29 ottobre 2007  | 8 aprile 2008   |
| 5  | The Story of Thugnificent               | La storia di Thugnificent           | 5 novembre 2007  | 15 aprile 2008  |
| 6  | Attack of the Killer Kung-Fu Wolf Bitch | L'attacco della killer kung-fu      | 19 novembre 2007 | 15 aprile 2008  |
| 7  | Shinin'                                 | Bling-Bling                         | 26 novembre 2007 | 22 aprile 2008  |
| 8  | Ballin'                                 | Magic Reezy                         | 3 dicembre 2007  | 22 aprile 2008  |
| 9  | Invasion of the Katrinians              | L'invasione dei Katriniani          | 10 dicembre 2007 | 29 aprile 2008  |
| 10 | Home Alone                              | Soli in casa                        | 17 dicembre 2007 | 29 aprile 2008  |
| 11 | The S-Word                              | La parola con la N                  | 21 gennaio 2008  | 6 maggio 2008   |
| 12 | The Story of Catcher Freeman            | La storia di Catcher Freeman        | 28 gennaio 2008  | 6 maggio 2008   |
| 13 | The story of Gangstalicious Part 2      | La storia di Gangstalicious parte 2 | 4 febbraio 2008  | 12 maggio 2008  |
| 14 | The Hunger Strike                       | Lo sciopero della fame              | 16 marzo 2008    | 12 maggio 2008  |
| 15 | The Uncle Ruckus Reality Show           | Zio Ruckus Show                     | 23 marzo 2008    | 12 maggio 2008  |

## ...O morirò provando
- Titolo originale: ...Or Die Trying
- Diretto da: Seung Eun Kim
- Scritto da: Aaron McGruder e Yamara Taylor

### Trama
Soul Plane 2: Il Dirottanero! arriva nei cinema e Robert, Riley, Huey e Jazmine si intrufolano nel cinema per vederlo. I quattro fanno del loro meglio per evitare Ruckus, entusiasta di denunciarli alle autorità, tuttavia Jazmine si sente in colpa per essersi intrufolata nel cinema, costringendo Robert a convincerla a non consegnarli.
- Guest star: Snoop Dogg (Capitan Mack), Mo'Nique (Jamiqua).

## Tom, Sarah e Usher
- Titolo originale: Tom, Sarah and Usher
- Diretto da: Seung Eun Kim
- Scritto da: Aaron McGruder e Rodney Barnes

### Trama
Sarah e Tom si separano dopo che un'apparizione inaspettata di Usher fa sì che un'infatuata Sarah si esibisca in uno spettacolo alla cena del loro anniversario. Nonostante la moglie stesse flirtando con un'altra persona, Tom viene crudelmente buttato fuori di casa, stando temporaneamente dai Freeman. Quindi cerca di imparare l'assertività nei confronti della moglie irrispettosa da parte de Il Pappa di nome Batticulo.
- Guest star: Katt Williams (Il Pappa di nome Batticulo).

## Grazie per non aver fatto la spia
- Titolo originale: Thank You for Not Snitching
- Diretto da: Seung Eun Kim
- Scritto da: Aaron McGruder

### Trama
Una serie di effrazioni causate dai due veterani di guerra gangster Ed Wuncler e Gin Rummy mette Woodcrest in preda al panico e la guardia del quartiere è in allerta. A causa della presenza dello zio Ruckus nei confronti dei Freeman, la ronda di quartiere cerca di convincere i Freeman a unirsi al club, fallendo nel tentativo. Tuttavia, quando Riley è testimone del furto della preziosa macchina di Robert (da parte di Ed e Gin), il bambino deve decidere se rivelare la loro identità o sostenere il principio "non fare la spia" anche se lui e Robert sono minacciati di arresto.
- Guest star: Charlie Murphy (Ed Wuncler III), Samuel L. Jackson (Gin Rummy), Mos Def (Gangstalicious), Bill Duke (Detective), Marion Ross (Sig.ra Von Hausen).

## Il ritorno di Stinkmeaner
- Titolo originale: Stinkmeaner Strikes Back
- Diretto da: Seung Eun Kim
- Scritto da: Aaron McGruder e Rodney Barnes

### Trama
Lo spirito del colonnello H. Stinkmeaner viene liberato da un inferno in stile asiatico, possedendo Tom Dubois per vendicarsi dei Freeman per averlo ucciso. Successivamente, viene messo fuori combattimento e programmato per un esorcismo.
- Guest star: Ghostface Killah (se stesso), Terry Crews (uomo nel parcheggio), Kevin Michael Richardson (Il Diavolo).

## La storia di Thugnificent
- Titolo originale: The Story of Thugnificent
- Diretto da: Seung Eun Kim
- Scritto da: Aaron McGruder

### Trama
Quando il rapper di fama mondiale Thugnificent si trasferisce dall'altra parte della strada rispetto alla casa dei Freeman verso inizio luglio del 2007, Robert presenta una denuncia contro di lui dopo una festa turbolenta. In risposta, Thugnificent compone un video dissing, invocando una rivalità tra i due.
- Guest star: Snoop Dogg (Macktastic), Busta Rhymes (Flo-Nominal), Fatman Scoop (Se stesso), Sway Calloway (se stesso), Xzibit (se stesso), Nate Dogg (se stesso).

## L'attacco della killer kung-fu
- Titolo originale: Attack of the Killer Kung-Fu Wolf Bitch
- Diretto da: Seung Eun Kim
- Scritto da: Aaron McGruder e Rodney Barnes

### Trama
Gli appuntamenti online di Robert lo portano da una bella donna di nome Luna, che decide di invitare nel fine settimana. Successivamente, Huey, Riley e Robert scoprono che Luna è una psicotica e una esperta di kung-fu.
- Guest star: Aisha Tyler (Luna), Tichina Arnold (Nicole, Brenda Richie).

## Bling-Bling
- Titolo originale: Shinin'
- Diretto da: Dan Fausett
- Scritto da: Aaron McGruder

### Trama
Dopo aver dimostrato a Thugnificent di essere degno, Riley viene finalmente introdotto nella crew dei Thugnificent's Lethal Interjection, ricevendo la catena ufficiale. Sfortunatamente, un bullo locale ruba la catena, quindi Riley cerca di recuperarla. All'inizio cerca di combattere il bullo, Butch Magnus, tuttavia fallisce su consiglio del nonno. Quindi cerca di recuperarla da solo prima che i Lethal Interjection scoprano l'accaduto.
- Guest star: Busta Rhymes (Flo-Nominal), Snoop Dogg (Macktastic), Charlie Murphy (Ed Wuncler III), Sway Calloway (se stesso).

## Magic Reezy
- Titolo originale: Ballin'
- Diretto da: Dan Fausett
- Scritto da: Aaron McGruder, Jason Van Veen e André Brooks

### Trama
Riley si unisce alla squadra giovanile di basket di Tom e scopre i vantaggi dell'allenamento e del gioco di squadra.

## L'invasione dei Katriniani
- Titolo originale: Invasion of the Katrinians
- Diretto da: Dan Fausett
- Scritto da: Aaron McGruder e Rodney Barnes

### Trama
Sfollati dall'uragano Katrina, Jericho Freeman (cugino di Robert) e la sua famiglia si trasferiscono con Robert e i ragazzi. La famiglia di Jericho si mostra essere estremamente fastidiosa, egoista e nullafacente e i Freeman vogliono sbarazzarsi di loro il prima possibile.
- Guest star: Cedric the Entertainer (Jericho Freeman), Lil Wayne (Figlio di Jericho).

## Soli in casa
- Titolo originale: Home Alone
- Diretto da: Dan Fausett
- Scritto da: Aaron McGruder e Rodney Barnes

### Trama
Robert va in vacanza, lasciando Huey e Riley a casa con lo zio Ruckus come badante. I ragazzi causano abbastanza scompiglio da cacciare via lo zio Ruckus, portando Huey al comando. Riley spende tutti i soldi che il nonno ha lasciato ai due e Huey lo mette in "punizione".

## La parola con la N
- Titolo originale: The S-Word
- Diretto da: Seung Eun Kim
- Scritto da: Aaron McGruder e Rodney Barnes

### Trama
Robert e il Rev. Rollo Goodlove, dipendente dai media, cercano di trarre vantaggio dall'incidente di un insegnante che a scuola chiama Riley con "la parola con la N".
- Guest star: Cee Lo Green (Rev. Rollo Goodlove), Fred Willard (Mr. Joe Petto).
- Note: l'episodio è basato su una reale notizia di un insegnante bianco che ha chiama uno studente "negro".

## La storia di Catcher Freeman
- Titolo originale: The Story of Catcher Freeman
- Diretto da: Dan Fausett
- Scritto da: Aaron McGruder

### Trama
Il nonno e lo zio Ruckus raccontano due storie differenti dell'antenato Catcher Freeman vissuto durante l'era della Guerra Civile e Huey cerca di scoprire la verità.
- Guest star: Donald Faison (Tobias, Catcher Freeman), Charlie Murphy (Ed Wuncler III).

## La storia di Gangstalicious parte 2
- Titolo originale: The Story of Gangstalicious Part 2
- Diretto da: Dan Fausett
- Scritto da: Aaron McGruder e Rodney Barnes

### Trama
Con grande dispiacere di Robert, Riley inizia a camminare, parlare e vestirsi come il suo rapper preferito Gangstalicious. Riley fa in modo che i rapper Thugnificent, Flo-Nominal e Macktastic collaborino con Gangstalicious su un remix della sua nuova canzone di successo "Homies over Hoes". Ma il mondo di Riley si stravolge quando vengono a galla voci sul fatto che Gangstalicious sia gay, seguendo le orme dei rapper gay MC Booty e Homo D.
- Guest star: Snoop Dogg (Macktastic), Busta Rhymes (Flo-Nominal), Mos Def (Gangstalicious), Katt Williams (Il Pappa di nome Batticulo), Fatman Scoop (se stesso), Sway Calloway (se stesso).

## Lo sciopero della fame
- Titolo originale: The Hunger Strike
- Diretto da: Dan Fausett
- Scritto da: Aaron McGruder e Rodney Barnes

### Trama
In un boicottaggio per la BET, Huey fa uno sciopero della fame e riceve un sostegno di alto profilo dal Reverendo Rollo Goodlove (la cui origine viene spiegata nell'episodio), il quale tuttavia potrebbe essere più interessato all'autopromozione che alle buone intenzioni.
- Guest star: Cee Lo Green (Rev. Rollo Goodlove), Tavis Smiley (se stessa), Donald Faison (Wedgie Rudlin).
- Note: Secondo dei rumor, i dirigenti di BET hanno minacciato di fare causa se l'episodio fosse stato trasmesso; nonostante questa dichiarazione, un rappresentante di Cartoon Network ha negato il fatto.[3][4]

## Zio Ruckus Show
- Titolo originale: The Uncle Ruckus Reality Show
- Diretto da: Seung Eun Kim
- Scritto da: Aaron McGruder e Rodney Barnes

### Trama
La BET decide di filmare lo zio Ruckus nelle sue attività quotidiane in giro per la città.
- Guest star: Donald Faison (Wedgie Rudlin).